# Reuben Gant
Reuben Charles Gant (Tulsa, 12 aprile 1952) è un ex giocatore di football americano statunitense che ha militato nel ruolo di tight end nella National Football League (NFL).

## Carriera
Gant al college giocò a football all'Oklahoma State University-Stillwater. Fu scelto dai Buffalo Bills come 18º assoluto nel Draft NFL 1974. Nelle prime stagioni fu la riserva della scelta del primo giro dell'anno precedente Paul Seymour. Dopo il suo ritiro, nel 1978 divenne stabilmente titolare dell'attacco dei Bills, segnando quell'anno un primato in carriera di 5 touchdown. Si ritirò dopo la stagione 1980.